# S.A.T.
Die S.A.T. Fluggesellschaft mbH (kurz für: Special Air Transport) war eine von türkischen Unternehmern im Jahr 1978 gegründete Fluggesellschaft mit Sitz in Köln. Sie begann ihren Flugbetrieb mit Fokker F-27 und fügte 1978 und 1979 drei Maschinen des Typs Sud Aviation Caravelle hinzu, die gebraucht von LTU erworben wurden. 
Im Jahr 1979 wurde die Gesellschaft von dem Anwalt Hinrich Bischoff samt den drei Caravelle-Flugzeugen gekauft, im Juni 1986 die S.A.T.-Flugbetriebsgenehmigung auf die Germania übertragen und die S.A.T.-Flugzeuge in die Flotte der Germania integriert. Unterdessen wurde die nun ehemalige Fluggesellschaft S.A.T als Gesellschaft zum Verleasen von Flugzeugen weitergeführt. Im Jahr 2017 fusionierte die S.A.T. mit der Germania und ging als Konzernmutter unter dem Namen Germania Beteiligungsgesellschaft mbH in dieser auf. Die Germania Beteiligungsgesellschaft mbH meldete am 26. Februar 2019 beim Amtsgericht Charlottenburg Insolvenz an.